# Добромысли (Лиозненский район)
Добромысли (бел. Дабрамы́слі) — агрогородок в Лиозненском районе Витебской области Беларуси. Административный центр Добромыслинского сельсовета.

## География
Агрогородок расположен в 13 км к юго-западу от районного центра Лиозно, в 55 км к юго-востоку от Витебска, на автомобильной дороге Р109 «Лиозно — Ореховск». К северу от агрогородка протекает река Черница, к северо-востоку расположено Добромыслянское водохранилище.
С запада и юга к агрогородку примыкает ландшафтный заказник «Бабиновичский».

## История
Первое письменное упоминание о местечке Добромысли датируется 1749 годом. Поселение входило в состав Витебского повета Витебского воеводства.
В результате первого раздела Речи Посполитой в 1772 году поселение оказалось в составе Российской империи, в Оршанском уезде Могилёвской губернии. На рубеже XIX—XX веков в посёлке действовали православная церковь и еврейская молитвенная школа, работало начальное училище.
25 марта 1918, согласно Третьей Уставной грамоте, Добромысли объявлялись частью Белорусской Народной Республики. 1 января 1919 года, согласно постановлению I съезда КП(б) Беларуси, Добромысли вошли в состав Белорусской ССР, однако 16 января местечко вместе с другими этнически белорусскими территориями перешло в состав РСФСР. В 1924 Добромысли вернулись в БССР, где стали центром сельсовета. Статус поселения понизили до деревни.

## Население
- 1860 год — 350 чел., бо́льшая часть — евреи[6].
- 1910 год — 646 чел.
- 20 августа 1919 года — 603 чел.[7]
- 1971 год — 425 чел., 146 дворов.
- 1997 год — 1236 чел., 466 дворов[8].
- 1999 год — 1242 чел.
- 2009 год — 1110 чел.
- 2019 год — 1089 чел.[2]

## Инфраструктура
В агрогородке работают средняя школа, школа искусств, ясли-сад, дом культуры, участковая больница, отделение «Беларусбанка», отделение связи.
Добромыслинская ГЭС введена в эксплуатацию в 1962 году, реконструирована в 1993 и 2002 годах.

## Достопримечательности

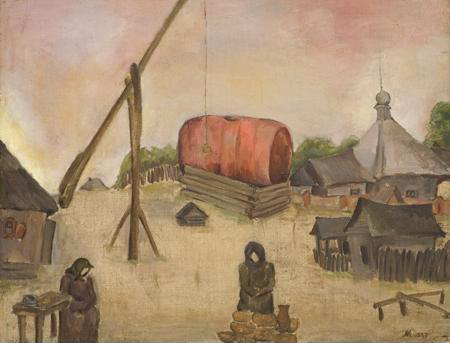
Пятницкая церковь. Рисунок 1925 г.

- Памятник евреям, убитым нацистами в гетто в Добромыслях во время Холокоста.
- Воинские захоронения возле больницы и возле школы.

### Утраченное наследие
- Каменный костёл[9] в стиле барокко (1754 г.). В XIX веке переделан российскими властями под церковь Московского патриархата. Взорван советскими войсками в 1941 году во время Второй мировой войны.
- Деревянная церковь Святой Параскевы Пятницы (1850 г.).